# Chiesa della Beata Vergine Addolorata (Mornico al Serio)
La chiesa della Beata Vergine Addolorata anticamente intitolata a Sant'Andrea è un edificio di culto di Mornico al Serio, della provincia e della diocesi di Bergamo.
L'edificio conserva opere pittoriche risalenti al Quattrocento di notevole valore artistico.

## Storia
La prima citazione di un edificio di culto intitolato a sant'Andrea presente a Mornico al Serio risale, al 1059. In un atto notarile si riporta che un certo Alperto figlio di Andrea Da Mornico, e suo figlio detto Rustico cedono alla: ecclesia Sancti Andree de Murnigo un campo di tre pertiche. L'oratorio era posto in prossimità delle mura ed era di proprietà degli abitanti il castello della famiglia Da Mornico. Sicuramente l'edificio originale era di misura inferiore a quello che è arrivato a noi. L'antica zona presbiteriale era a pianta rettangolare, e l'aula era di più piccole dimensioni. Nel primo secolo del primo millennio, il lato a nord aveva un portico dove venivano rogati atti sia notarili privati, che pubblici. Nel Trecento la chiesa fu elevata a parrocchiale smembrandosi dalla chiesa di San Lorenzo di Ghisalba. Essendo il tempio posto sull'antica strada Francesca, vi furono annessi locali atti all accoglienza dei pellegrini.
Documentato è il primo parroco, don Andrea de Zentillis, che fu presente fino alla sua morte avvenuta nel 1337. A lui si deve il beneficio di Sant'Andrea. L'edificio fu oggetto di un completo rifacimento in stile gotico con la nuova consacrazione il 1º agosto 1475.
Nell'autunno del 1575 la chiesa fu visitata da san Carlo Borromeo arcivescovo di Milano e dalla relazione si trova riportato: “La chiesa è a croce latina con una sola navata, con altare maggiore posto ad oriente, con magnifica torre e buone campane e benché troppo bassa e tetra, quanto all'interno, come all’esterno si trova in buono stato, è però assai piccola per la popolazione”. Pare che diede anche ordine di costruire una nuova chiesa, forse costruita per soddisfare le necessità dei fedeli di Mornico.
Nel secolo successivo la chiesa veniva chiamata semplicemente chiesa vecchia e utilizzata in parte come lazzaretto per il ricovero degli appestati con la peste del 1630. Si dovette quindi provvedere alla disinfezione dell'aula con l'apporto di calce previa il picozzato delle antiche pitture. Nel 1833 fu rimossa la parte intonacata e ripresero luce antichi affreschi, tra questi fu strappato quello che era posto in facciata raffigurante la Madonna addolorata e riposizionato sulla parte centrale dell'abside. Questo diede il nuovo titolo alla chiesa. Il pittore Giuseppe Carnelli nel 1905 curò il restauro di alcuni dipinti. Il Novecento vide per Mornico la costruzione della nuova chiesa intitolata a sant'Andrea, divenne quindi quella antica un santuario:
Negli ultimi decenni del XX secolo la chiesa fu restaurata sotto la guida dell'architetto Breschianini e dal restauratore Allegretti. Fu restaurato anche il tetto con la posizione delle tavelle in cotto ricollocate sulla tavole lignee. Nell'occasione fu fatta ricerca delle antiche fondamenta, e fu ritrovata l'antica aula di misura molto inferiore. Nel 1996 grazie al contributo sia della curia vescovile che della sovraintendeza di Milano e della commissione dei Beni culturali Ecclesiastici furono restaurati tutti i dipinti preservandoli dal degrado.

## Descrizione

### Esterno
L'edificio di culto si trova in prossimità della chiesa parrocchiale alla quale è collegata da un piccolo ingresso interno all'aula. La chiesa conserva l'originale orientamento liturgico con abside a est. La facciata a capanna molto semplice conserva centralmente l'ingresso principale con portale in arenaria a sesto acuto. Superiori vi sono tre piccole monofore.

### Interno
L'interno a unica navata divisa da archi a tutto sesto in tre campate, si presenta completamente affrescato con dipinti devozionali raffiguranti santi e Madonne nonché il Trionfo degli aspostoli. La realizzazione delle pitture fu eseguita da artisti e si susseguirono nel tempo. Tra i committenti viene identificato Maffiolo da Cazzano, da nn confondere con il pittore omonimo. La zona presbiteriale con coro absidale conserva la struttura romanica originale, e ospita l'immagine della Madonna Addolorata titolare del tempio. L'aula conserva la soffittatura a capriate lignea originale.
Nella prima campata vi sono i dipinti raffiguranti gli apostoli, sei per parte, completi dei nomi e con in mano un libro. L'immagine di San Bernardino è posta a sinistra dell'arco trionfale che precede il presbiterio. Questa è a pianta quadrata con fondo piatto, che ospita il dipinto della Pietà con la Madonna che regge tra le braccia il Figlio morto in croce. I dipinti presenti sarebbe assegnati a Giovanni Marinoni.
.